# 대인적손해
대인적손해는 특칙이 없는 상황에서 공중접객업소의 시설을 이용하는 중에 발생한 고객의 생명•신체에 대한 손해를 보상해주는 法理는 공중접객업자에게 불법행위책임을 묻는 것과 민법에 의한 일반 채무불이행책임을 묻는 것이다.

## 불법행위책임
고객의 생명•신체의 손해가 공중접객업자의 불법행위에 기한 경우에는 불법행위로 인한 손해배상책임을 물을 수 있다. 그러나 불법행위책임을 물을 경우에는 고객이 손해를 증명해야 하고 아울러 공중접객업자의 귀책사유를 증명하여야 하므로 책임추궁이 용이하지 않다.

## 채무불이행책임
고객의 생명•신체의 손해가 공중접객업자의 채무불이행에 기인한 것이라면 공중접객업자에게 채무불이행책임을 물을 수 있다. 불법행위책임을 물을 때에는 피해자가 사망한 경우 그 가족의 위자료도 청구할 수 있으나, 채무불이행책임을 물을 때에는 가족의 위자료는 청구하지 못한다.

## 참고 문헌
- 이철송,상법촉칙•상행위,(서울: 박영사, 2014)